# Lingua prasun
La lingua Prasun (Parun) o Wasi-wari (Vasi-vari, Wasi-weri) è la lingua del popolo Wasi (o Vâs'i), parlata in alcuni villaggi della valle di Parun (o Prasun Valley) nella Provincia di Nurestan in Afghanistan.
Il Prasun appartiene alla Famiglia linguistica Indo-Europea, gruppo delle Lingue nuristani del ramo Indo-Iraniano.
Il Prasun e la più isolata tra le Lingue nuristani.
I locutori sono al 100% Musulmani. Il tasso di alfabetizzazione della lingua non è molto alto, in quanto meno dell'1% della popolazione etnica è Madrelingua, e tra il 15% ed il 25% lo usa come seconda lingua. poiché la popolazione etnica è di circa 8000 persone, la lingua è considerata in pericolo.

## Informazioni Generali
Il termine endonimo con cui i Vâs'i-vari denominano la lingua è Vâs'i-vare, ma essa è anche conosciuta come: Prasuni, Paruni, Parun, Vasi-vari, Prasun, Veron, Verou, Veruni, Wasi-veri, Wasi-weri, Wasin-veri, Vasi Vari e Pārūnī.
C'è stata un po' di confusione, per decidere se il Wasi-wari ed il Prasun fossero la stessa lingua o lingue separate, infine si è compreso che entrambi i termini facevano riferimento allo stesso linguaggio.  
Comunque si tratta di una lingua sostanzialmente differente dalle altre Nuristâni.
Il Prasun forma il blocco settentrionale delle lingue Nuristâni insieme  alla Lingua kati, con cui ha alcune similarità.

## Dialetti
La lingua si compone di tre dialetti che sono parlati nei sei villaggi della valle.
Il dialetto settentrionale, Ṣup'u-vari, è parlato nel villaggio di Ṣup'u, il più settentrionale;quello centrale, üšʹüt-üćʹü-zumʹu-vari, è parlato nei quattro villaggi centrali, S’eć, Üć’ü, Üšʹüt e Zum’u;  quello meridionale, Uṣ'üt-var’e, parlato a Uṣ'üt.

## Vocali
Wasi-wari ha otto vocali â, u, o, i, e, ü, ö, ed a senza segni diacritici, che è pronunciata come la Vocale centrale, [ɨ].  Le vocali lunghe vengono denotate con :, come [i:].

## Numerali
| Numero | Prasun        |
| ------ | ------------- |
| 1      | ipin o attege |
| 2      | lūe           |
| 3      | chhī          |
| 4      | chipū         |
| 5      | uch           |
| 6      | ushū          |
| 7      | sete          |
| 8      | aste          |
| 9      | nūh           |
| 10     | leze          |
| 11     | zizh          |
| 12     | wizū          |
| 13     | chhīza        |
| 14     | chipults      |
| 15     | vishilhts     |
| 16     | ushulhts      |
| 17     | setilts       |
| 18     | astilts       |
| 19     | nalts         |
| 20     | zū            |
| 30     | lezaij        |
| 40     | jibeze        |
| 50     | lejjibets     |
| 60     | chichegzū     |
| 70     | chichegzālets |
| 80     | chipegzū      |
| 90     | chipegzualets |
| 100    | ochegzū       |